# 第二次世界大戦中のスウェーデン

ヨーロッパにおけるスウェーデンの位置、1942年
スウェーデン
ナチス・ドイツ
ドイツの占領地
ドイツの同盟国、傀儡国
連合国および連合国の占領地
その他の中立国

第二次世界大戦中のスウェーデン（だいにじせかいたいせんちゅうのスウェーデン）は、中立政策を維持していた。1939年9月1日に第二次世界大戦が勃発した時、スウェーデンの命運は明らかではなかった。しかし、スカンディナヴィア半島に位置するという地政学的条件と、予測不能な事態への現実的な対応、そして1942年以降の積極的な軍備増強により、スウェーデンは戦時中、公式に中立の立場を維持し続けたのである。戦争勃発時、スウェーデンは1814年のナポレオン戦争の終結とノルウェーへの侵攻以来、1世紀以上にわたり国際関係において中立的な立場を保っていた。
1939年9月の開戦時、ヨーロッパの20カ国が中立の立場をとっていたが、スウェーデンのように終戦まで中立を保つ事ができたのは、アイルランド、ポルトガルはイギリスとの条約を守ることを申し出たが、断られた。スペインは軍の一部部隊は青師団を編成し、義勇兵としてロシアで戦った。スイス、そして、ミニ国家であるアンドラ、リヒテンシュタイン、バチカン市国、サンマリノを加えた8カ国だけだった。スウェーデン政府は、ドイツや後には西側連合国に有利なように、いくつかの譲歩をし、時には中立違反を行う事もあった。
ドイツがソ連に侵攻した際の1941年6月から7月にかけて、スウェーデンはドイツ国防軍がスウェーデンの鉄道を利用して、第163歩兵師団を重火器とともにノルウェーからフィンランドに送る事を許可した。1943年まで、休暇のためにノルウェーとドイツの間を移動するドイツ兵が、いわゆるパーミットトラフィックとしてスウェーデンを通過する事が許可されていた。戦時中もドイツへの鉄鉱石の売却は続いた。連合国側にとっても、スウェーデンと軍事情報を共有、デンマークやノルウェーからの難民兵士を訓練して、母国の解放に役立てた。また、1944年から1945年にかけて、連合国がスウェーデンの空軍基地を使用する事を許可した。
スウェーデンの中立政策については、現在も議論の対象となっている。肯定側は、戦時中、スウェーデンは難民受け入れを緩和し、ノルウェーやデンマークから何千人ものユダヤ人や政治的反体制派を受け入れたと主張している。 一方で否定側は、ウィンストン・チャーチルが言ったように、スウェーデンが「戦争の大きな道義的側面を無視し、自己利益のために双方の陣営を翻弄した」と強調している。

## 背景

### 政治
1523年から1809年にスウェーデンがロシアと最後の戦争をするに至るまでの286年の内67年の間、両国は戦争状態だった。 歴史的にスウェーデンにとってロシアは、代を継いだ敵国とみなされていた。 1809年の第二次ロシア・スウェーデン戦争後の講和で、フィンランド全土がロシアに割譲され、スウェーデンの領土はかつての3分の2に縮小した。
19世紀末から20世紀初頭にかけて、スウェーデンは多くの他国同様に、ストライキや治安の悪化に見舞われた。劣悪な労働条件に対し、労働者階級が国家に抵抗するようになったのだ。スウェーデンでは、1908年だけでも約300件のストライキが行われている。1917年になると、スウェーデンではこれらの事情から新しい政治体制の必要性が明らかになった。スウェーデンは第一次世界大戦中、中立を保っていたが、中央同盟国に肩入れする傾向があった。 1880年代以降、スウェーデンの社会主義運動は、ふたつの対立する党派に分かれていた。社会主義革命を掲げる共産主義運動と社会改良主義を掲げる社会民主主義運動であり、後者の規模の方が大きかった。1917年、スウェーデンでは民主主義のルールが変更され、選挙権所持者の規模が大きくなり、1921年には女性にも投票権が与えられた。

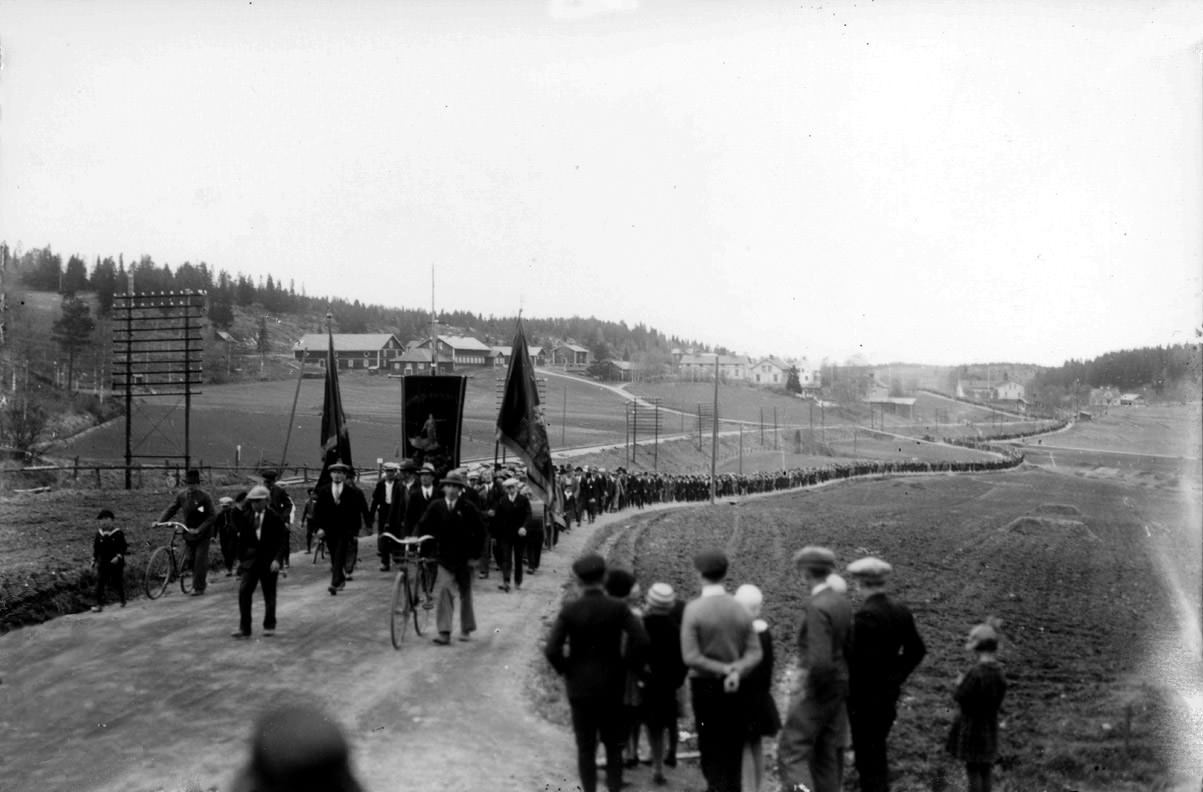
オーダレン銃撃事件、軍が発砲する前に撮影されたデモの写真

しかし、このような改革は、一部の保守派には過激すぎると映った。民主主義を信用せず、強力なリーダーシップを求めた人々が存在した。1920年代から1930年代にかけて、スウェーデンでは労使間の対立が続いた。対立は、1931年、軍が抗議デモに発砲したオーダレン銃撃事件で最高潮に達した。 同年には、約2000人を集め重火器で武装した右翼の秘密民兵組織「ムンクスカ・コーレン」が摘発され、翌年には解散している。
一方、政治的立場の反対側では、ロシア帝国はロシア内戦を経てソ連となり、スウェーデンの共産主義者の多くが世界革命の実現を目指して、ソ連新体制の協力者となった。 妥協に基づく議院内閣制は、より平等で公正な社会を実現する上で障害であると考えられていた。1932年には、ペール・アルビン・ハンソンを首相とする社会民主労働党の新政権が発足した。協調と合意の政策がとられた事により、共産主義と改良主義というふたつの社会主義党派間の対立はさらに激しくなった。双方の距離は、少なくともイデオロギーの次元では、共産主義者が社会民主主義者を「社会主義ファシスト」呼ばわりするに至った。ペール・アルビン・ハンソンは、1936年6月19日から9月28日までの「休暇政府」（スウェーデン語: semesterregeringen）と呼ばれる期間を除き、1946年に没するまでスウェーデンの首相を務めた。

### 軍事
戦間期のスウェーデンは、ほとんど戦車を保有していなかった。一時期は、10両のストリッツヴァグンmf/21が機甲部隊のすべての装備であった。 これは、第一次世界大戦時のドイツ軍戦車をベースに設計された物で、スウェーデンがトラクターの組み立て部品としてひそかに購入していた物である。
1936年の「国防決議」（スウェーデン語: Försvarsbeslut：約5年ごとに行われるスウェーデン政府による軍の組織や装備に関する決定）で、ふたつの戦車大隊の編成が決定された。1937年に「陸軍調達」（スウェーデン語: Arméns utrustningsdetalj）の責任者であったファレ・べルマンは次のように述べている。
大隊レベルの訓練を可能とするために、機関銃を装備した軽戦車も購入された。1939年のスウェーデンは、機関銃を装備したチェコスロバキア製の戦車を48両、20mm主砲を装備したストリッツヴァグL-60戦車を約20両保有していた。
1890年代からスウェーデン軍は、4個師団で編成されており、独立した部隊として北部のノールランドとゴットランドに連隊が置かれていた。これは時代遅れであり、1942年には新たな軍編成が採用された。

### 戦前の貿易
第二次世界大戦中、イギリスが北海を封鎖していたため、スウェーデンの産業界はより多くの自国製品を供給しなければならなかった一方で、大幅に増加した軍需を満たさなければならなかった。戦前の軍需品の年間生産額は数千万スウェーデン・クローナ程度だったが、戦時中は10億スウェーデン・クローナ（2億4,000万米ドル）を超えた。

### 軍事バランス
1930年代、スウェーデンの長年の中立政策が幾度となく試練にさらされた。挑戦は、強力に活性化された民族主義的なドイツからの物であった。1919年から1935年まで、スウェーデンは国際連盟の積極的な支持者であり、国際舞台におけるスウェーデンの政治的リソースのほとんどは、国際連盟の維持に向けられていた。
この時期のスウェーデンの非同盟政策は、バルト海を挟んでドイツとソ連というふたつの対立する大国が存在するという前提で成り立っていた。なぜなら、ふたつの大国は互いに警戒する必要があるため、スウェーデンやその他の非同盟国に対しては小規模な戦力しか展開できないだろうと見られていた。小国の防衛を現実視できたのはこの前提であった。 しかし、1939年8月末にナチス・ドイツとソ連の間で締結された独ソ不可侵条約によって、この前提は崩れた。

### 戦前の準備
1936年、国際情勢の悪化に伴い、スウェーデン政府は軍事的な備えを強化し始めた。スウェーデンの国防予算は、1936年の3,700万米ドルから1937年に5,000万ドル、1938年に5,860万ドル、そして1939年には5倍以上の3億2,230万ドルに達し、第二次世界大戦中の1942年には5億2,760万ドルの国防予算が計上された。スウェーデン政府は、国防力を強化するために必要な資材の購入と並行して、徴兵制を導入した。1938年5月6日、政府は15歳の者をすべて召集し、短期間の訓練を受けさせたのである。 さらに、スウェーデンの内閣は、1938年に徴兵された内4分の1の人員を、さらなる訓練のため確保するよう命じた。
1940年にはスウェーデン郷土防衛隊が創設された。元兵士の小グループから成り立つ部隊は小銃、機関銃、弾薬、医薬品、制服を常備しており、雪中戦に備えたスキー板やセーター、行軍用ブーツなどの追加装備を購入する事も可能だった。スウェーデン女性自主防衛協会は、1924年から存在していた。
守りを固める一方で、スウェーデンは中立政策の貫徹を明確にする必要があると考えていた。第二次世界大戦の開戦直前、ペール・アルビン・ハンソン首相はこのように宣言した。
参謀本部の大尉であるゲオルグ・ホーミンは次のように述べている。

## 戦争

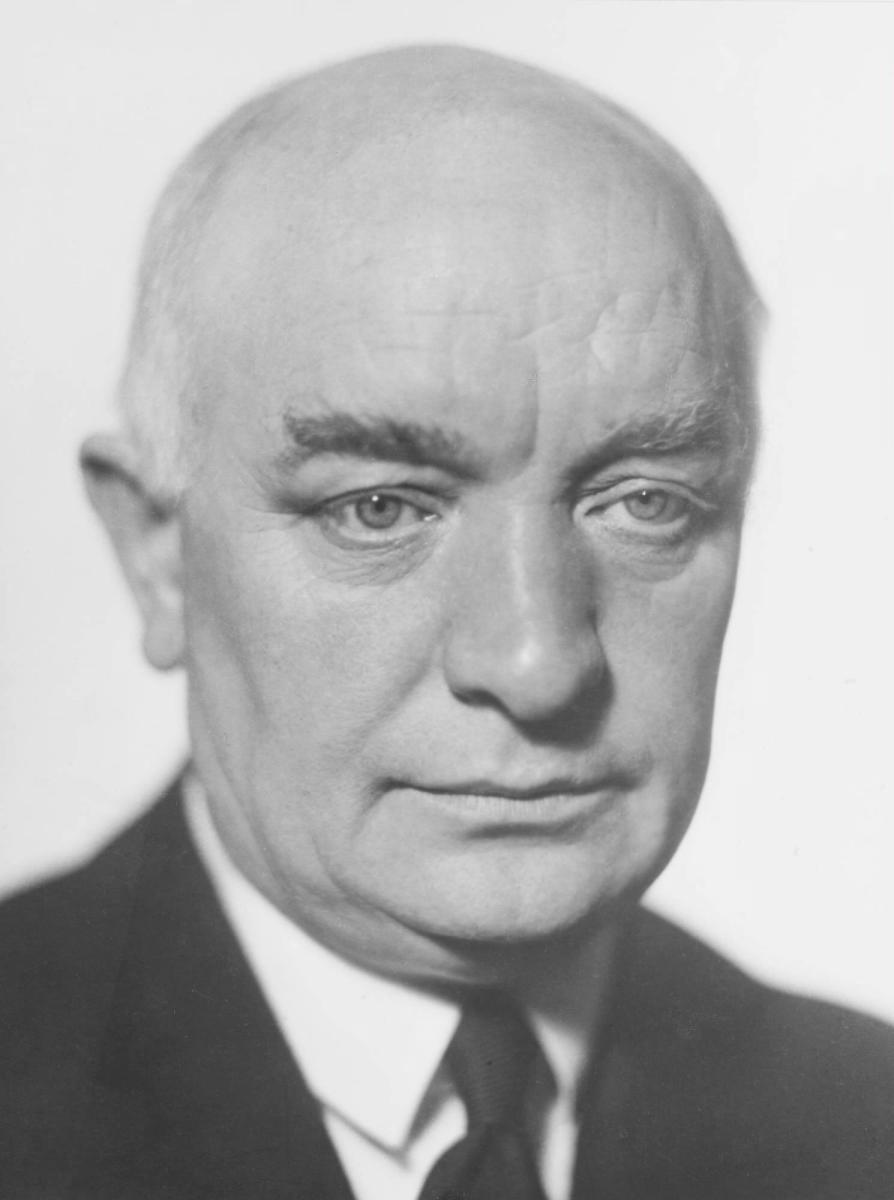
ペール・アルビン・ハンソン首相は1939年9月1日にスウェーデンの中立を宣言した。

1939年9月、ドイツがポーランドに侵攻し、フランスとイギリスがナチス・ドイツに宣戦布告した時、スウェーデンはこの事態に対して中立を宣言した。 例えば、連合国側がスウェーデンの港に到着したポーランドの潜水艦（エレイシュ、ジク、センプ）の解放を求めたが、失敗に終わり抑留された。戦闘による損傷の修理が必要で、ドイツの封鎖を破ってイギリスに向かう事は不可能だった。
1939年11月、フィンランドとソ連との間で冬戦争が勃発すると、スウェーデンはこの戦争に関して「非交戦状態」であることを宣言したが、積極的にフィンランドに加勢した。これにより、スウェーデンはフィンランドを経済的にも、軍事的にも支援する事になった。 また、ソ連の潜水艦がボスニア湾に侵入するのを阻止するため、スウェーデンとフィンランドは共同でオーランド海に機雷を敷設した。

### 外国との貿易
第二次世界大戦中、スウェーデンは直接攻撃を受ける事はなかった。しかし、イギリスとドイツの海軍による封鎖や、ストレングネースのようにソ連による偶発的な爆撃を受けた都市があり、食料や燃料の供給に問題が生じた。1940年4月にドイツがデンマークとノルウェーに侵攻した際には、ドイツによる北海の封鎖と相まって、すべての航海と積み荷に関してイギリスとドイツ両国の当局と交渉しなければならず、貿易量が激減した。1938年から1944年の間に、スウェーデンの石油と石炭の輸入量はそれぞれ88％と53％減少し、その他にも、天然ゴム、合金、食料などが足らず、深刻な物不足に陥った。このような状況から、スウェーデンでは燃料や食料の大規模な配給が行われ、代替品の開発・生産が進められた。自動車の燃料として木ガスが、重油の代用としてオイルシェールが使用された。

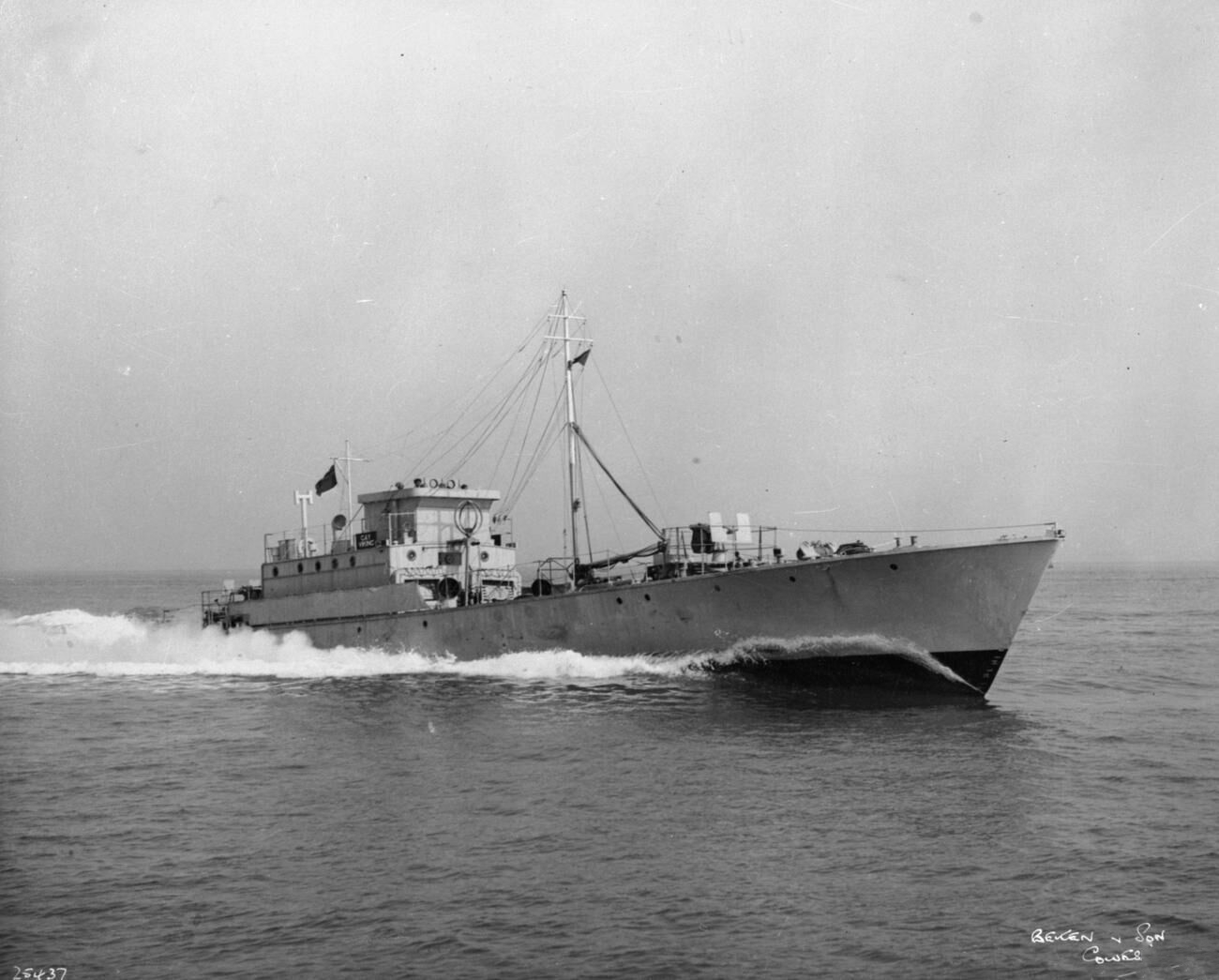
ゲイ・ヴァイキング、 ボールベアリング貿易の封鎖突破船として用いられた高速船のひとつ

戦争が始まると、スウェーデンとイギリス、ナチス・ドイツ両国との間で、重要な貿易を維持する目的の協定が結ばれた。しかし、スウェーデンは中立を宣言していたにも関わらず、スウェーデンの海運は攻撃を受けた。スウェーデンの対英貿易は、合計で70％も減少した。北海が封鎖されている状況の中で、ドイツとの貿易が増え、スウェーデンの輸出品の37％がドイツに向けられた。イギリスの航空機産業向けのSKF製のボールベアリングなどの非常に重要な貨物については、ドイツが封鎖しているノルウェーとデンマーク北端の間に位置するスカゲラク海峡を冬の暗闇の中、高速で突破するために、機動砲艇を改造した封鎖突破船によって輸送された。
開戦前、スウェーデン国防省（スウェーデン空軍資材管理局）は、セバスキーP-35やP-66ヴァンガードを中心とした約300機の戦闘機をアメリカに発注していた。しかし、1940年に、アメリカ政府はこれらの輸出を停止した。それまでに納入されたのは60機程度であった。その後、スウェーデンは当時、ファシズム体制を敷くドイツの同盟国であったイタリアから200機の航空機を購入する事に成功した。 これらの航空機の機種は主としてフィアットCR.42、レジアーネRe.2000、カプロニCa.313であった。

### 冬戦争

#### 国内政治への影響
1939年11月、フィンランドとソ連の間で戦争が勃発した。スウェーデンでは、自由党・保守党・農民同盟が、ソ連からの脅威を懸念しており、
社会民主労働党も同様の懸念を抱いていた。リカード・サンドラーやトルステン・ニルソンといった有力な社会民主労働党員は、フィンランドへの支持を集める上で重要な役割を果たした。 共産党は公然とソ連に忠誠を誓っており、独ソ不可侵条約を支持していた。 しかし、1941年6月にドイツがソ連に侵攻すると、彼らは連合国側の立場に転じた。

#### フィンランドの防衛
1939年11月にソ連がフィンランドを攻撃した際、多くのスウェーデン人が人道的、軍事的な観点からこの紛争に何らかの形で関与することを望んだ。スウェーデンがフィンランドに関心を抱いた背景には、スウェーデンが1809年に東部地域の支配権を失うまで、フィンランドが600年以上にわたってスウェーデンの一部として統合されてきたという事実があった。フィンランド政府が数度にわたって嘆願したにもかかわらず、スウェーデン政府は、冬戦争で進撃してきた赤軍との軍事的な関わりを拒んだ。しかし、スウェーデンは中立ではなく「非交戦状態」にある事を宣言し、8,000人ものスウェーデン人が、義勇兵として自発的にフィンランドに出兵した。また、スウェーデン政府と国民は、この紛争でフィンランド人を助けるために、食料、衣類、医薬品、武器、弾薬を送った。この軍事援助には次のようなものが含まれた。
- 小銃135,402丁、機関銃347丁、軽機関銃450丁、小銃弾50,013,300発。
- 野砲144門、高射砲100門、対戦車砲92門、砲弾301,846発。
- 機雷300発、爆雷500発
- 戦闘機17機、軽爆撃機5機、爆撃機に改造されたDC-2輸送機1機、偵察機3機。

当時、スウェーデンの最新鋭戦闘機だった12機のグロスター グラディエーターが、フィンランドの識別章をつけたスウェーデンの義勇パイロットによって操縦された。 これらの航空機は、当時のスウェーデンの戦闘機部隊の3分の1を占めていた。また、1940年代のスウェーデンは、安全を求めて疎開してきた7万人のフィンランドの子供たちを受け入れた。

#### 連合軍による侵攻の可能性

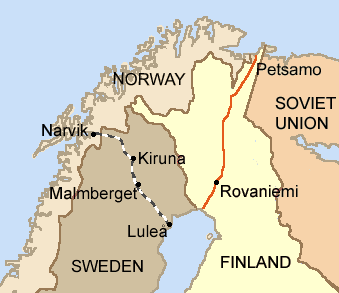
英仏の支援はソ連占領下のペツァモを通過するルートはとれず、中立国であるノルウェーとスウェーデンを自由に通行できる事が前提となっていた。

ドイツの産業は、スウェーデンの鉄鉱石に大きく依存していた。連合国側は、1939年11月のソ連によるフィンランド攻撃を口実として、スウェーデン北部の重要な鉄鉱石鉱床と、鉄鉱石をドイツに輸送するために必要なノルウェーの港を奪うつもりだった。計画では、表向きはフィンランドを援助するためとして、ノルウェーとスウェーデンの許可を受け、ノルウェー北部とスウェーデンを経由してフィンランドに遠征軍を送る事になっていた。 しかし、一度フィンランドに到着した後、港や鉄鉱石の採掘場を抑え、イェヴレやルレオなどの都市を占領して、ドイツがスウェーデンの鉄鉱石を入手できないようにする計画だった。 このようにして、ノルウェーとスウェーデンは、何も知らされずに共犯関係を築く事になったはずだった。しかし、この危険性を察知していたスウェーデンとノルウェーは、連合国またはドイツに占領され、自分たちの領土で戦争が行われる可能性がある事から、この提案を拒否した。
一方、連合国の脅威を疑っていたドイツ軍は、戦略的な供給線を守るために、独自にノルウェーへの侵攻計画を立案していた。 1940年2月16日に起こったアルトマルク号事件を受けて、連合国がノルウェーの中立を尊重しない事を確信したヒトラーは、侵攻計画を指示した。
フィンランドへの援助を軍の進駐の口実にするという当初の連合軍の計画は、スカンジナビア諸国が連合軍の進駐に難色を示したため、頓挫したが、1940年3月12日、連合軍は「半平和的」な侵攻を試みることを決定したのである。軍隊をノルウェーに上陸させ、スウェーデンに進んで、スウェーデンの鉄鉱石鉱山を占領する予定だった。しかし、深刻な軍事的抵抗を受けた場合、この拠点には触れない事になっていた。しかし、3月12日にフィンランドが講和を求めてきたため、この計画も断念せざるを得なくなった。ドイツ軍は、連合軍の輸送部隊が準備をしている事を示す無線を傍受していたので、連合軍の意図の一部は察知していた。その数日後には、連合国が計画を放棄し、軍を再配置する事を確認するメッセージも傍受していた。
ドイツのノルウェー侵攻計画は継続していたが、ヒトラーは連合国が独自に侵攻を行う事を恐れていた。ドイツがノルウェーを攻撃する「ヴェーザー演習作戦」の実施日として、4月9日が設定された。
ヒトラーは連合軍の意図を正確に理解していた。連合軍の計画は、ウィルフレッド作戦とR4計画のふたつに分かれていた。ウィルフレッド作戦は4月5日（実際には4月8日まで延期された）に実施される予定で、ノルウェーの中立を破り、ノルウェー領海に機雷を敷設する予定だった。そうすれば、ドイツに鉄鉱石を運搬する船は、ノルウェーの領海外に出なければならなくなり、イギリス海軍の標的となる事を意味し、ドイツの軍事反応を引き起こす事が期待されていた。 ドイツ軍が反応すると同時に、「R4計画」に移行、1万8,000人の連合軍がナルヴィクに上陸し、スウェーデンとの鉄道網を封鎖する事になっていた。その他に、トロンハイムやベルゲンなどの都市の占領を望んでいた。
連合軍を乗せた最初の船は、機雷が敷設されてから数時間後に出発する事になっていた。 4月8日、ウィルフレッド作戦の一環として、巡洋戦艦レナウン率いるイギリス海軍の分遣隊がノルウェーの領海で機雷を敷設したが、ドイツ軍はすでに出撃しており、すぐに「R4計画」は中止された。

### デンマークとノルウェーの占領

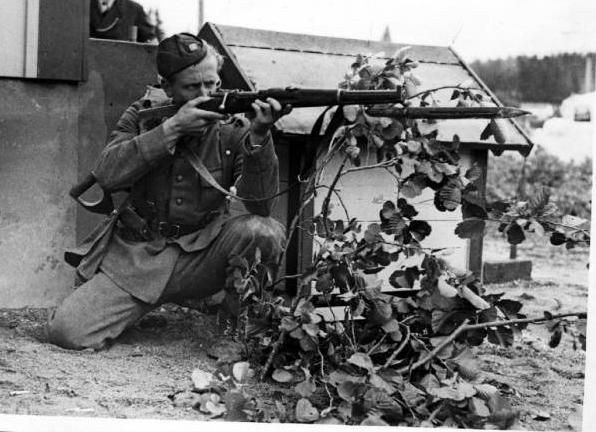
第二次世界大戦中のスウェーデンの兵士

1940年4月9日、ドイツはデンマークとノルウェーを同時に占領し、ノルウェーでクーデターを起こす事を目的に「ヴェーザー演習作戦」を開始した。この作戦によって、スウェーデンにいくつかの重大な影響が及んだ。 スウェーデンは事実上、西欧諸国との貿易から切り離されたため、対独関係への依存度が高まり、最終的にパーミットトラフィックの設定に至る事になった。 しかし、スウェーデンが枢軸国と連合国の間の戦場になるという直接的なリスクも軽減された。
1940年4月9日にドイツがデンマークとノルウェーに侵攻した時、フィンランドでの冬戦争が終わったため、スウェーデン北部のフィンランド国境沿いに配置されていた10万人のスウェーデン兵の復員がはじまっていた。 演習作戦が始まる前、スウェーデンはノルウェーを防衛する計画もなければ、ノルウェー方面からのドイツの侵攻に対する防衛戦略もなかった。さらに、1905年のノルウェーとスウェーデンの連合解消時の合意で、国境沿いの要塞化を認めない事になっていた。ドイツの侵攻が進む中、ドイツがスウェーデンに軍事動員を行わない事を要求した。しかし、スウェーデンは動員体制を再編成し、公布の代わりに手紙による個人命令を可能とし、数週間で32万人の兵員を集める事ができたのである。この体制は「組織」と呼ばれ、実現すれば総動員とほとんど変わらなかった。また、スウェーデンはノルウェー国境とスコーネの海岸に要塞の建設を開始した。
ノルウェーに侵攻したドイツは、ドイツとノルウェーを結ぶスウェーデンの電話・電信線へのアクセスを要求した。スウェーデンはこれを認めたが、回線を盗聴していた。1940年初夏、スウェーデンの数学者アルネ・バーリングが、ドイツが使用していた暗号機ゲハイムシュライバーのソースコードの解読・発見に成功し、スウェーデンはドイツの軍事的意図を事前に知る事ができた。イギリスのR4計画は実行できなかったが、連合軍はノルウェーに送られ、ドイツの侵略に対し、ノルウェー人と共に戦う事ができた。しかし、ナチス・ドイツのフランス侵攻の成功とネーデルラントの占領により、イギリス軍の再配置が行われ、1940年6月8日までにイギリス軍はノルウェーから撤退した。
エスペン・エイダム（Espen Eidum）は著書Blodsporet（血の軌跡）の中で、アドルフ・ヒトラーの命を受けて、ナチス・ドイツが30-40両の密閉式客車を載せた3両の列車をスウェーデン経由でナルヴィクの戦いに送り込んだ事を詳述している。 表向き、これらの列車は、ナルヴィクで負傷したドイツ兵のために医療関係者や食料を輸送した事になっている。しかし、実際には医師や軍務員ひとりにつき、17人の兵士がいたという。スウェーデンは、ベルリンのスウェーデン代表から列車に乗り込むのを見たと報告を受けており、この列車が兵員輸送に使われていることを察知していた。また、列車は、重砲、対空砲、弾薬、通信および補給装置を輸送した。

### 夏至の危機
1941年初夏、バルバロッサ作戦のコードネームのもと、ドイツ軍によるソ連侵攻が始まると、ドイツ軍はスウェーデンに対し、エルヴィン・エンゲルブレヒト将軍指揮下の第163歩兵師団とその兵装を、列車でスウェーデン領内を経由してノルウェーからフィンランド東部の戦線まで送る事を許可するよう求めた。スウェーデン政府はこれを許可した。スウェーデンでは、これをめぐる政治的審議を指して「夏至の危機」と呼んでいる。しかし、カール・グスタフ・スコットの研究によれば、「危機」は存在しなかったといい、彼は「危機なるものは、社会民主労働党とその指導者ペール・アルビン・ハンソンの政治的遺産を守るため創作された、歴史的な後知恵である」と主張している。

### 1943年以降
1942年後半から1943年にかけて、ドイツは第2次エル・アラメインの戦い、スターリングラード攻防戦などで敗北、軍事的な形勢は逆転し、連合軍が戦場で勝利を収めるようになると、ドイツはより防衛的な立場に追い込まれていった。次第にスウェーデンの目からも、ドイツが戦争に勝利する見込みが薄い事が明らかになっていった。1943年以前は、スウェーデンの中立政策は主にドイツの厳重な監視下にあった。しかし、1943年8月から9月にかけて、スウェーデンはドイツの要求に抵抗し、連合国の圧力に対して姿勢を軟化させるようになっていった。しかし、ドイツが新たな防衛態勢に入ったにもかかわらず、想定外の事が起こるのではないかとスウェーデンは常に恐れており、その姿勢は戦争末期まで続いた。ドイツの弱体化に伴い、連合国からの要求も強まっていった。 連合国側は、スウェーデンがドイツとの貿易や、ドイツ軍によるスウェーデン国内の移動を停止する事を求めた。スウェーデンは連合国から、ドイツとの貿易をなくす事で生じる収入減を補うための援助を受け入れた。しかし、ナチス・ドイツに鉄鋼や機械部品を通常より高額な価格で闇販売し続けていた。

### ノルウェーとデンマークの部隊の訓練

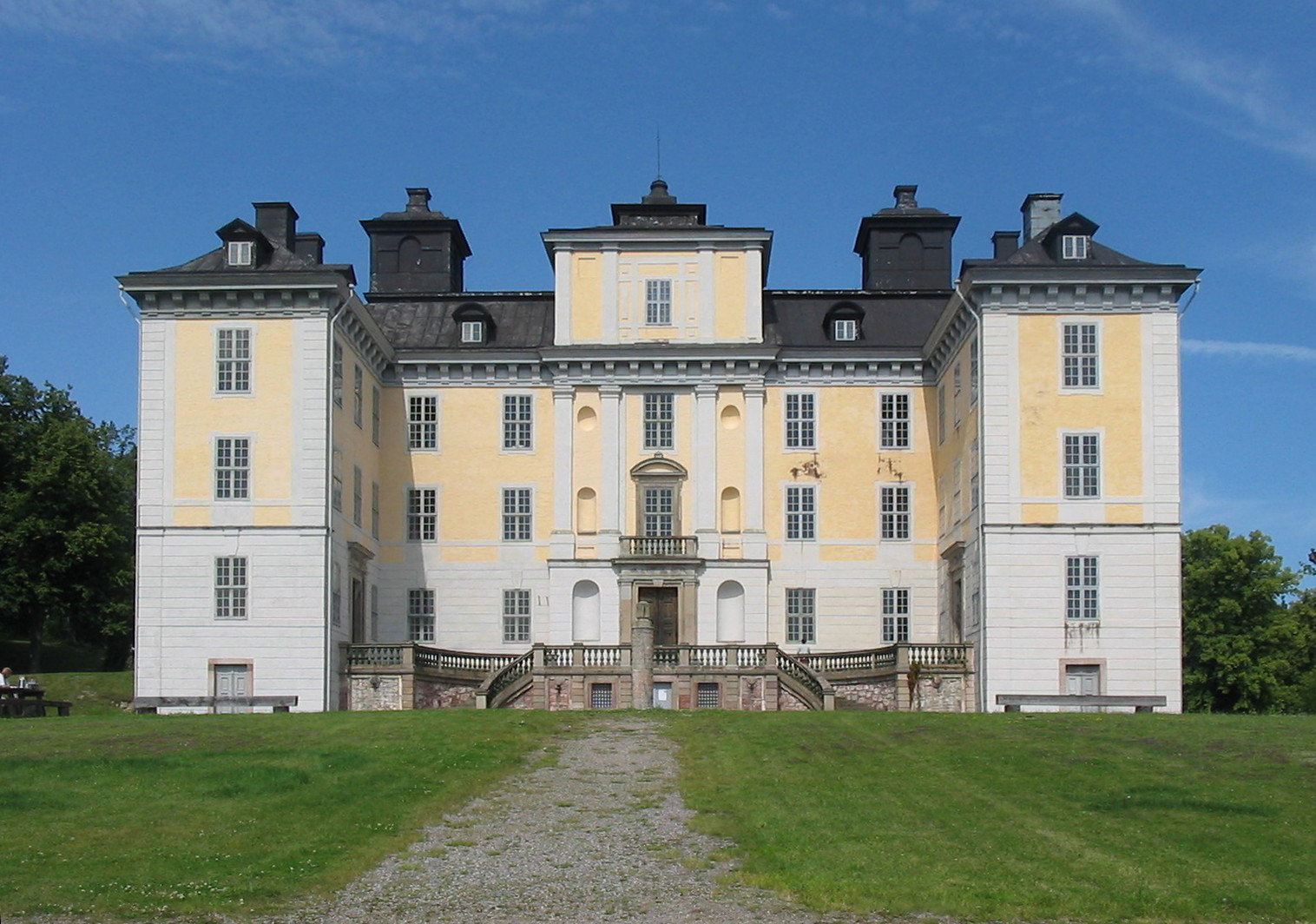
第二次世界大戦中にノルウェーの軍学校が置かれたメルソーカー城 (2007年撮影)

戦時中、5万人以上のノルウェー人がスウェーデンに逃れた。これらの難民は、スモーランド地方のオレリードとセーデルマンランド地方のケセッターの収容所に送られた。1943年の夏以降、スウェーデン政府とロンドンのノルウェー亡命政府の協力のもと、スウェーデンでノルウェー軍の軍事訓練が行われるようになった。ナチス・ドイツからの抗議を防ぐため、表向きはノルウェー警察を対象とした訓練とされた。 当初、新兵は歩兵用の武器しか持っていなかったが、後に大砲を用いた訓練も可能になった。1944年12月にはダーラナ、1945年春にはヘルシングランドで軍事演習が行われた。この演習には8,000人が参加した。
訓練を受けた兵士は全部で約15,000人におよび、10個の大隊に編成され、終戦時にはその内の8個大隊、約13,500人が活動可能な状態になっていた。彼らは1945年5月8日にノルウェーに帰国した。デンマーク人難民の数は、5万人におよんだノルウェー人難民に比べ、はるかに少なかったが、約3,600人のデンマーク人旅団の訓練も行われ、彼らは1945年5月5日にデンマークに移送された。

### ベッケボー・ロケット

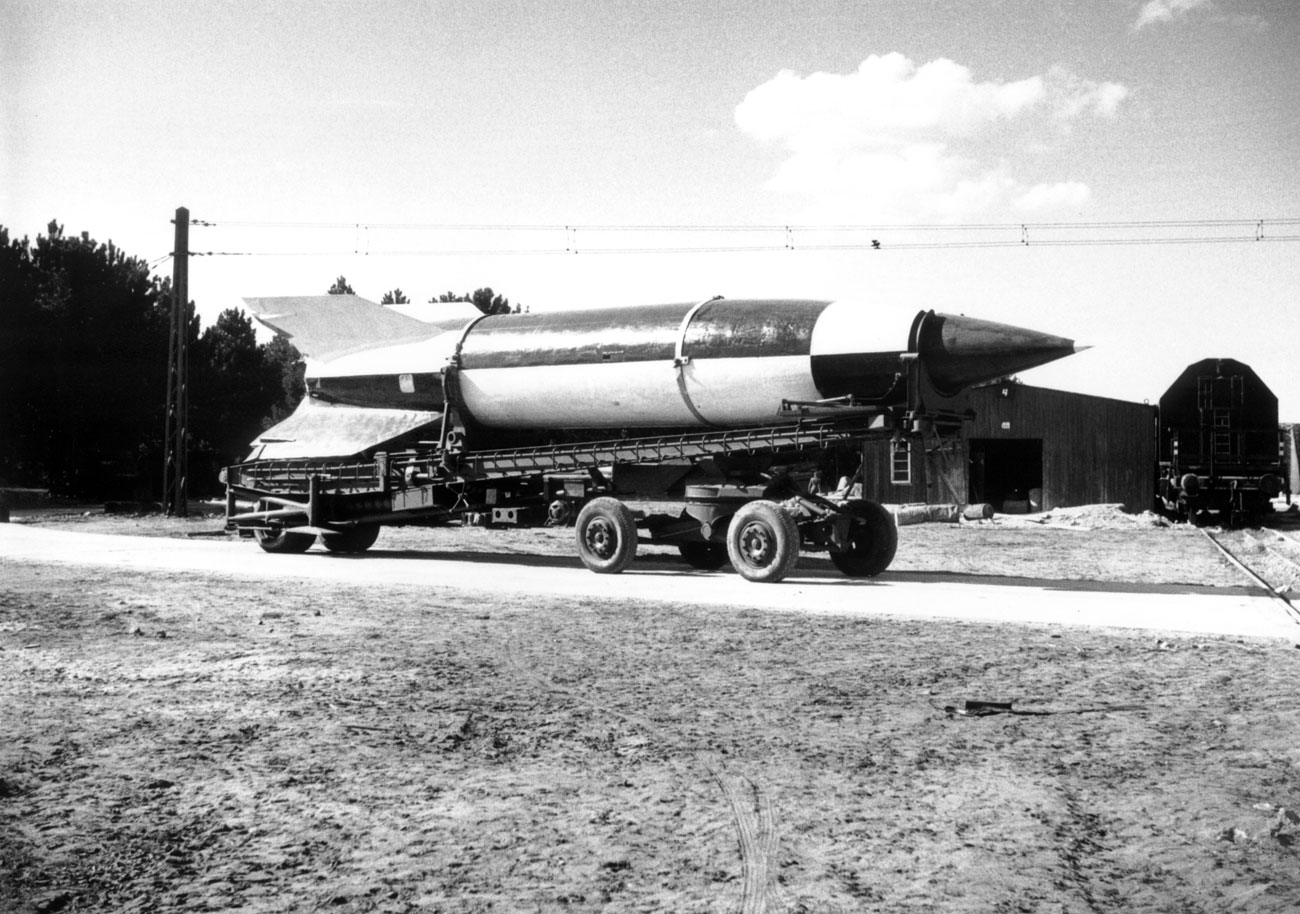
ドイツのV2ロケット

1944年6月13日、ペーネミュンデから発射されたドイツ軍のV2ロケット（実験された機種はV-89、製造番号4089）は、ドイツ占領下デンマークのボーンホルム島沖に落下するはずだったが、管制官によって積乱雲の中に突入・飛行した事が確認された後、スウェーデンに墜落した。 このV-89には、重力推進式誘導弾フリッツXと誘導爆弾ヘンシェルHs293の誘導に用いられた同じFuG203/230ペアの発展形として開発されたFuG 230 シュトラースブルク無線受信機が搭載されており、通常は遠隔地に置かれたFuG 203 ケールのジョイスティック付き無線送信機から指令を受けていたが、この組み合わせはヴァッサーファル対空ミサイル（コードネーム：ブルグンド）にも使用される予定だった。地上管制官には、ロケットが高い雲の中に消えるまで、問題なく操縦されているように見えた。
後に捕虜となったドイツ人は、この管制官は航空機からのグライダー爆弾の操縦に長けていたが、ロケット発射の光景を目の当たりにして、驚きのあまりコントロールレバーを誤って操作してしまったとイギリス人に述べた。 ペーネミュンデの誘導制御の専門家だったエルンスト・シュタインホフは、興奮した操縦士が計画された地球の自転などの一連の補正を指示された方法の逆に適用してしまったと説明している。 その後、ロケットはベッケボー郡郡の上空約1500メートルで、V2の一般的な誤作動だった曳火により爆発したが、下は主として農場になっており負傷者はなかった。スウェーデン人は貴重な残骸を、スーパーマリン スピットファイアと交換する形でイギリスに提供した。
1944年7月31日、イギリスのハンプシャー州ファーンボロにあるロイヤル・エアクラフト・エスタブリッシュメントの専門家がミサイルの復元に着手した。その後、アメリカ軍の科学者は、イギリスが回収した部品の一部を受け取った。アメリカのロケット開発者であるロバート・ゴダードは、アメリカ軍への協力の一環としてそれらの部品を調査し、ゴダードは自分の発案が兵器になった事を推測したと言われている。

## 人道面の取り組み
戦前、何千人ものヨーロッパのユダヤ人がスウェーデンに一時的な避難を求めたが、拒否された。 スウェーデンは、ドイツ人がその他の国に自由に往来する事を可能とし、ナチスの戦争遂行に不可欠な鉄鉱石を販売していた。戦局が連合国側に有利に傾くと、スウェーデンはそれまでスウェーデンへの避難を拒否されていた不安定な立場のヨーロッパのユダヤ人を援助する戦略に変えた。スウェーデンがはじめてユダヤ人に対する姿勢が変えたのは、1942年のことである。ドイツ軍がノルウェーのユダヤ人に対する迫害作戦を開始した時、スウェーデン政府は900人のユダヤ人難民を受け入れた。
1943年、スウェーデンは、戦争からの避難を求めていたデンマークのキリスト教徒9,000人と共に、デンマークに8,000人いたユダヤ人のほぼ全員を受け入れた。1943年夏、デンマーク政府の解散に伴い、ドイツ当局はデンマークのユダヤ人を強制収容所に送る事を決定した。しかし、デンマーク人は450人を除いたデンマークのユダヤ人を、フェリーで送り出し、ドイツのSボートが巡回していたコペンハーゲンとスウェーデン本土の間の海峡を経て、前例のない救出活動に成功した。スウェーデンに入ったデンマークのユダヤ人たちは亡命を認められ、スウェーデン人家庭に引き取られた。戦後も多くのユダヤ人がスウェーデンに残留した。また、スウェーデンはフィンランドやノルウェーからも難民を受け入れ、その中にはノルウェーのユダヤ人も含まれていた。これらの事は、スウェーデン国内のユダヤ人の保護と同様、スウェーデンの中立政策によって可能になった事だった。 スウェーデンの日刊紙スヴェンスカ・ダーグブラーデットは、どの他国よりもスウェーデンはユダヤ人を援助し、救出したと述べている。
また、スウェーデンの中立政策によって、ドイツに物理的にアクセスすることを可能となり、それはスウェーデンの情報機関だけでなく、連合国側の情報機関にとっても有益であった。アセア、LMエリクソン、スウェディッシュ・マッチの従業員はポーランドのレジスタンスのために運び屋として活動した。 スウェーデンのグスタフ5世国王は、ドイツの指導者たちとの外交関係を利用して、ユダヤ人をより人道的に扱うように説得を試みたが、ほとんど効果がなかった事が、彼の手紙からもうかがえる。スウェーデン王室の縁戚であるフォルケ・ベルナドット伯爵は、他の外交官と同様にドイツ政府と連絡を取り、情報をスウェーデンに伝えていた。また、彼は15,000人の囚人を強制収容所から救うことにも貢献し、ヴァルデマール・ラングレや有名な外交官ラウル・ワレンバーグと同様に、10万人ものハンガリーのユダヤ人を救ったと言われている。
多くのスウェーデンの貴族たちは、その人脈や富を用いて、デンマークやフィンランドを中心とした近隣諸国の子供たちを受け入れ、スウェーデンにおける一時的な住居を探していた。ナチス・ドイツ政権下でストックホルム駐在のドイツ公使館一等書記官を務めていたヴェルナー・ダンクヴォートは、ユダヤ人の子供たちが木箱に入ってドイツからスウェーデンに脱出する事を密かに手助けした。

## 報道の自由

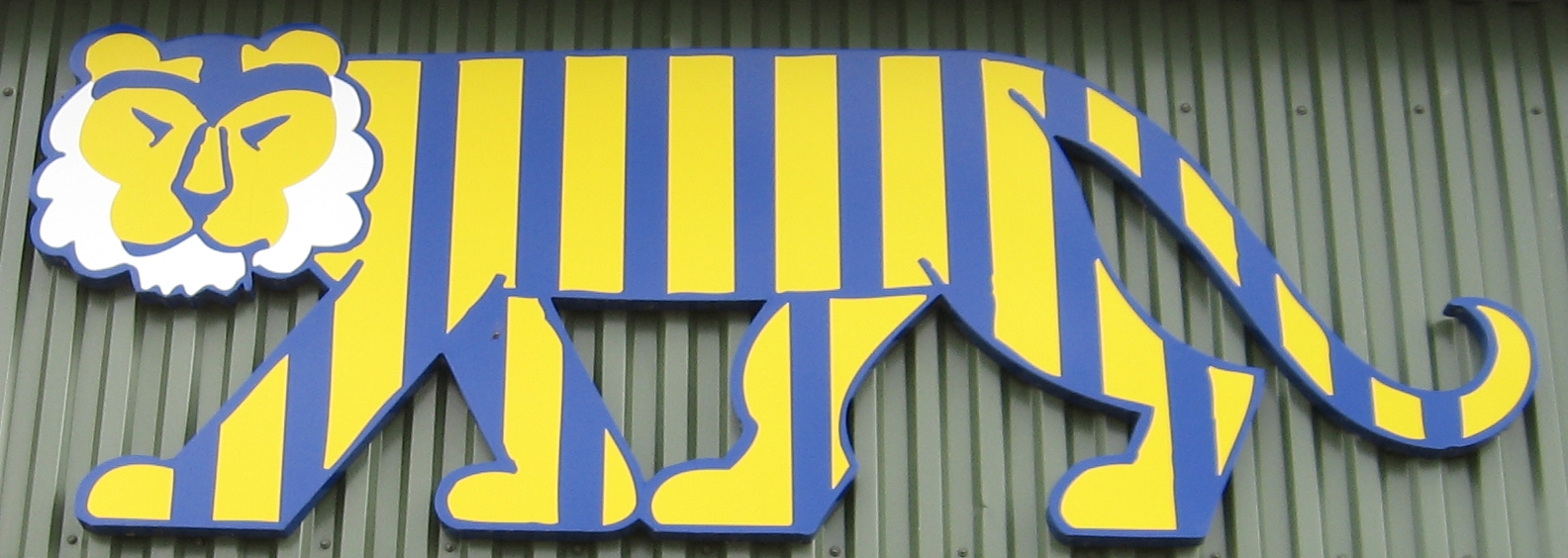
スウェーデンの虎（En svensk tiger）は、
スウェーデン人にスパイに注意する事を呼びかけた第二次世界大戦中の有名なポスターである。Svenskはスウェーデン語とスウェーデン人双方の意味を持つ言葉で、 tiger は虎と 沈黙 両方の意味を持ち、このポスターに、 スウェーデンの虎 とスウェーデン人の沈黙という二重の意味を持たせた。 アメリカにおける 口が軽いと船が沈むと同義のスローガンである。 虎の縞柄はスウェーデンのナショナルカラーである。

スウェーデンの世論が、スウェーデンの新聞に広く掲載された結果、ドイツ政府から度重なる抗議を受け、スウェーデン政府は報道の一部に限定的な検閲を行う事になった。この時代のスウェーデンでは、「スウェーデンの報道は自由である」という現代の主張とは裏腹に、報道機関は複数の機関の管理下に置かれていた。 スウェーデン政府情報局は、どのような軍事情報を公開し、どのような情報を秘匿すべきかを決定していた。スウェーデン報道評議会は、「報道機関と公的機関との間の良好な関係を促進し、報道機関の自己規律の手段として機能する」という自己検閲機関としての役割を果たしていた。スウェーデン報道評議会は、報道の自由を乱用していると考えられる者に対して、公開・非公開を問わない警告を発していた。
スウェーデン政府は、報道機関が声高に意見を述べるようになる事で、その中立性が損なわれるのではないかと懸念していた。スウェーデンの報道評議会と情報局は、次のような助言を発している。「入手した情報が許す限り、一方を犠牲にして他方の報告を強調する事のないようにすべきである。」また、「掲示板であれ新聞であれ、見出しはいずれか一方に有利にならないような表現にすべきである。」そして、「論説や概説、軍事的事件や状況を論じた記事は、厳格に客観的でなければならない。」としている。
第二次世界大戦中、6紙の新聞が事実上、流通を停止された。トゥーレ・ネルマンの「トロッツ・アルト！」、ナチスの出版物である「スヴェリエ・フリット」と「ヌー・ダーグ」、「アルベター・トゥーニゲン」、「ノルフェンスフラマン」、「シーズベンスカ・クーリレン」（後の4紙はスウェーデン共産党の機関紙）である。新聞印刷の権利はスウェーデン憲法で保護されているため、これらの新聞の流通が停止された。共産党の機関紙に課せられた禁止措置は、ドイツ人を感心させる事により、その政治的目的を果たしたが、同時に、実際にはメディアの活動を制限していないという指摘があった。

## 譲歩

### 対ナチス・ドイツ
第二次世界大戦中、スウェーデンがドイツに行った最も重要な譲歩は、ドイツの軍需産業に使うための鉄鉱石を年間1,000万トンも輸出した事である。ドイツの戦争準備が明らかになり、再び戦争が起こる危険性と共に、スウェーデンの鉄鉱石に対する国際的な関心が高まった。当時、イギリスの情報機関は、ドイツの産業はスウェーデンの鉄鉱石に大きく依存しており、スウェーデンの鉱石の輸出が減ったり止まったりすれば、ドイツの軍事力にみじめな影響を与えると推測していた。イギリスの国会議員であったラルフ・グリン卿は、スウェーデンが鉄鉱石の輸出を停止すれば、数ヶ月以内に戦争が終結すると主張していた。ウィンストン・チャーチル自身も、スウェーデンの鉄鉱石の出荷を伴うノルウェーの貿易ルートについて議論した内閣への内部メモの中で、スウェーデンの鉱石輸出について次のように述べている。
イギリスがナチス・ドイツによるフランスとノルウェーへの侵攻を防げなかった事を考えると、スウェーデン政府はイギリスが自分たちを守ってくれるとは考えられず、輸出の継続を選択したのである。鉄鉱石と引き換えに、ドイツは待望の金地金、食料、石炭を提供した。鉄鉱石は、ノルウェーのナルヴィクとスウェーデン北部のルレオから海上輸送された。これらの輸送は、大西洋や北海ではイギリスの航空機や潜水艦から、バルト海ではソ連の潜水艦からの攻撃にさらされた。 戦時中、約70隻の船が沈没し、200人の船員が犠牲になった。
ドイツがソ連と戦うための志願者の募集に応じて、約180人のスウェーデン人がドイツの武装親衛隊に入隊し、東部戦線でソ連軍と戦った。これは、スウェーデン政府の方針に反して個々のスウェーデン人が選択した物で、その数は、東部戦線に赴く事が奨励されたドイツの被占領国の国民（ノルウェー6,000人、デンマーク6,000人、フランス11,000人、オランダ20,000人）に比べ少なかった。
ノルウェーとデンマークの北端を結ぶスカゲラク海峡が封鎖された事により、スウェーデンの商船団は物理的に分断されてしまった。バルト海の中にいた船は戦時中、ドイツと商品を取引していたが、それ以外の船は連合国側に貸し出され、輸送船団を組んでいた。 戦時中に死亡した1,500人のスウェーデン人船員の多くが、機雷やUボートの攻撃による物だった。ドイツの仮装巡洋艦も、同盟国のために貨物を運ぶスウェーデン船を停止させて捕獲または破壊した。 例えば、ドイツの仮想巡洋艦トールによって破壊された商船トロレホルムとサー・アーネスト・カッセルがそうであった。
また、同じトールは、ドイツに向けて貨物を運んでいた際、霧の中で誤ってイギリス船ボスニアと衝突し、沈没させた。その間、他のドイツの襲撃艦はスウェーデン商船を装っていた。

### 対連合国
スウェーデンは連合軍を援助するため努力した。1940年5月から、バルト海の外にあったスウェーデンの商船団の大部分は合計約8,000人の船員と共にイギリスに貸し出された。300人のスウェーデン人がドイツの侵攻と戦うためにノルウェーに向かった.。占領下のオスロへのドイツの電信は、スウェーデンが貸し出したケーブルを経由しており、スウェーデン人はそれを傍受していた。 やりとりはドイツのゲハイムシュライバーで暗号化されていたが、1940年初夏にスウェーデンの数学者アルネ・バーリングによって解読され、この情報活動の成果はポーランドのレジスタンス運動を経由して連合国側に送られた。 ドイツの戦艦ビスマルクが大西洋の輸送船団を攻撃するための航海に出港した時、スウェーデンの情報機関はイギリスにその事を通知した。 また、スウェーデンのビジネスマンや外交官も、ベルリンやドイツの占領地で積極的に連合国側のために情報活動を行っていた。
1945年、連合軍がデンマークとノルウェーの解放を計画した際、アメリカはスウェーデンにこの作戦への協力を求めた。スウェーデンは、スカニアからシェラン島に侵攻するデンマーク救済作戦（スウェーデン語: Operation Rädda Danmark）の準備を始めた。デンマークが解放された後、スウェーデンは連合国によるノルウェー侵攻を支援する事になっていた。結局、この作戦は不要である事が判明したが、1944年春から1945年までのノルウェー解放中、米軍機はスウェーデンの軍事基地の使用を許可され、連合国もスウェーデンの軍情報部と連携していた。スウェーデンは連合軍の情報員がエーランド島の基地からドイツの無線信号を傍受する事を許可していた。 マルメにはイギリス軍によるドイツへの爆撃を誘導するために無線ビーコンも設置されていた。さらに、1943年以降、ノルウェーとデンマークの兵士がスウェーデンの軍事基地で訓練を受けていた。 また、スウェーデンは、ノルウェーのレジスタンス活動のために、ノルウェー国境沿いに一連の訓練基地を設置していた。戦争末期には、スウェーデンの情報機関がアメリカの航空輸送と連携して、赤軍が解放した地域に対する救援活動を行った。

## その後
第二次世界大戦中のイギリス首相ウィンストン・チャーチルは、戦争中、スウェーデンがナチス・ドイツに鉄鋼や機械部品を供給するなど、戦争のより大きな道義的側面を無視し、自己利益のために双方の陣営を翻弄したと非難した。しかし、このような主張における「中立」の定義は、交戦国と中立国の権利と義務を規定した1907年のハーグ条約における定義とは異なる物である。

### ソビエト連邦への強制送還

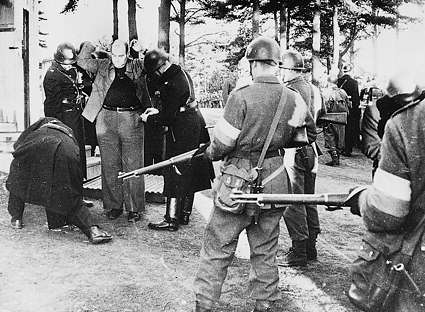
エークシェーの収容所から連行されるバルト人とドイツ人の兵士たち。

1946年1月、スウェーデンは、スウェーデンの収容所に抑留されていた146人のバルト人の武装親衛隊員と2,364人のドイツ兵をソ連に強制移送した。少なくとも7人の抑留者が、ソビエト連邦で待ち受ける死につながる送還ではなく、リンカビー村の収容所における自殺を選んだ。
1970年、映画監督のヨハン・ベルゲンストローレは、ソ連に引き渡された後、収容所で重労働を課せられたラトビア兵を題材としたドキュメンタリー「バルト人送還事件」（英題：A Baltic Tragedy）を制作した。